# Una nationalpark
Una nationalpark är en nationalpark i Bosnien och Hercegovina. Den ligger i den västra delen av landet, 200 km väster om huvudstaden Sarajevo. Una national park ligger 374 meter över havet.
I omgivningarna runt Una National Park växer i huvudsak lövfällande lövskog.